# بيتر ديك
بيتر ديك (بالإنجليزية: Peter Dyke)‏ هو عازف الأرغن بريطاني، ولد في 1965.

## روابط خارجية
- بيتر ديك على موقع ميوزك برينز (الإنجليزية)
- بيتر ديك على موقع أول ميوزيك (الإنجليزية)
- بيتر ديك على موقع ديسكوغز (الإنجليزية)